# إثكيوغا-إتشاسو
بلدية إثكيوغا-إتشاسو (بالإسبانية: Ezquioga-Ichaso) هي بلدية تقع في مقاطعة غيبوثكوا التابعة لمنطقة إقليم الباسك شمال إسبانيا.

## الديموغرافيا
بلغ عدد سكان بلدية إثكيوغا-إتشاسو 609 نسمة عام 2011 (وفقاً للمعهد الوطني للإحصاء الإسباني).
| 538 | 537 | 573 | 572 | 570 | 589 | 609 |